# Dragatjärnen (Piteå socken, Norrbotten, 726641-172123)
Dragatjärnen är en sjö i Piteå kommun i Norrbotten och ingår i Rokåns huvudavrinningsområde.